# جائحة كوفيد-19 في جزر بيتكيرن
يعد وباء كوفيد-19 في جزر بيتكيرن (وهي منطقة بريطانية)، جزء من الجائحة العالمية المستمرة لمرض فيروس كورونا 2019 ( مرض فيروس كورونا 2019 ) الناجم عن فيروس كورونا المسبب لمتلازمة الجهاز التنفسي الحادة الوخيمة 2. تم تأكيد وصول الفيروس إلى الجزر في 16 يوليو 2022. 

## خلفية
جزر بيتكيرن هي سلسلة جزر نائية في المحيط الهادئ تتكون من جزر بيتكيرن، وهيندرسون، ودوسي، وأوينو. إنهم آخر الأراضي البريطانية الخارجية في المحيط الهادئ. يبلغ عدد سكان الجزر حوالي 35 نسمة (2023).
في 12 يناير 2020، أكدت منظمة الصحة العالمية أن فيروس كورونا الجديد كان سببًا لمرض الجهاز التنفسي في مجموعة من الأشخاص في مدينة ووهان بمقاطعة هوبي في الصين، والذي تم الإبلاغ عنه لمنظمة الصحة العالمية في 31 ديسمبر 2019.
كانت نسبة الوفيات بسبب كوفيد-19 أقل بكثير من نسبة سارس في عام 2003، ولكن انتقال العدوى كان أكبر بكثير، مع إجمالي عدد كبير من الوفيات.

## الخط الزمني

### 2020
كإجراء احترازي، أغلقت حكومة جزر بيتكيرن حدود المنطقة. ونتيجة لذلك، تم تعليق جميع خدمات الركاب إلى الجزر في منتصف مارس 2020.

### 2021
تم تطعيم سكان الإقليم بالكامل في مايو 2021، باستخدام اللقاحات التي وصلت عبر السفن من نيوزيلندا. اعتبارًا من 28 فبراير 2022، تم إعطاء 106 لقاحات.

### 2022
في مارس 2022، أعادت جزر بيتكيرن فتح حدودها للسفر الدولي. تم استئناف الشحن المنتظم مع بولينيزيا الفرنسية في 5 يوليو 2022. 
في 16 يوليو، أبلغت جزر بيتكيرن عن أول حالة لديها. 
في 20 يوليو، أبلغت جزر بيتكيرن عن 3 حالات، مما رفع العدد الإجمالي للحالات إلى 4. 